# Isole Egadi
Le isole Egadi (Ìsuli Ègadi in siciliano) sono un arcipelago italiano, parte della Regione Siciliana, a cavallo tra basso Tirreno e canale di Sicilia. Posto a circa 7 km dalla costa occidentale dell'isola di Sicilia, di fronte alla città di Trapani, nel libero consorzio comunale di Trapani, l'arcipelago consta di tre isole e due isolotti, più una serie di scogli e faraglioni. Note già in antichità col nome latino Aegates che proviene dal greco Aigatai, ossia «isole delle capre», sull'arcipelago è sita l'Area marina protetta Isole Egadi.

## Geografia
Dal punto di vista geologico le isole Egadi sono strettamente collegate con la Sicilia; l'arcipelago, di 37,45 km², è formato dalle isole Favignana, Marettimo, Levanzo e diverse altre minori, alcune poco più che scogli.
Il clima è estremamente mite nei mesi invernali e vi sono lunghe estati calde e soleggiate. La minima temperatura invernale media, nei mesi di gennaio e febbraio, è di 5 °C, mentre la massima di luglio-agosto è di 45 °C. Poche le precipitazioni.
Fanno parte dell'arcipelago:
- Isola di Favignana
- Isola di Levanzo
- Isola di Marettimo
- Isola di Maraone
- Isola Formica
- Isola Galera
- Isola Galeotta
- Isola Preveto
- Fariglione

## Storia
Tracce di antichissimi insediamenti umani si hanno principalmente a Levanzo e in misura minore a Favignana. Si suppone che ciò avvenne a causa dell'ultima glaciazione, che creò un passaggio naturale tra Africa e Sicilia.
Nel 241 a.C. i Romani conquistarono le isole dopo la battaglia navale finale della prima guerra punica, nella quale Gaio Lutazio Catulo sbaragliò la flotta cartaginese. Dopo il crollo dell'Impero romano le isole caddero in mano ai Vandali e ai Goti e in seguito ai Saraceni.
Nel 1081 vennero occupate e fortificate dai Normanni. Seguirono poi il destino della Sicilia fino al XVI secolo, quando divennero proprietà dei Pallavicini-Rusconi di Genova e poi, nel 1874, dei Florio che potenziarono le tonnare di Favignana e Formica.
Fanno parte amministrativamente del comune di Favignana.

## Avifauna
L'avifauna delle Egadi comprende il biancone, il falco pellegrino, il grifone, l'aquila del Bonelli (isola di Marettimo), il gheppio, il grillaio, il capovaccaio, il pellicano, il fenicottero rosa, l'uccello delle tempeste, la sula bassana, la berta maggiore, la berta minore, il gabbiano reale, il marangone dal ciuffo, il rondone maggiore, il barbagianni, il passero solitario, la cappellaccia, il corvo imperiale e la monachella nera (isola di Marettimo).

## Cucina
Le pietanze caratteristiche delle Egadi sono quelle tipiche della cucina trapanese e in particolare comprendono piatti a base di cuscus e specialità connesse alla pesca, come il tonno marinato, il pesce spada arrostito e il lattume di tonno fritto. Conservati sono il tonno rosso all'olio d'oliva, la bottarga e il tonno salato.